# Cinygmula dorsalis
Cinygmula dorsalis is een haft uit de familie Heptageniidae. De wetenschappelijke naam van de soort is voor het eerst geldig gepubliceerd in 1935 door Imanishi.
De soort komt voor in het Palearctisch gebied.